# Cristian-Alexandru Popa
Cristian-Alexandru Popa (n.  ?) este un deputat român, ales în 2024 din partea POT. 